# Фланер

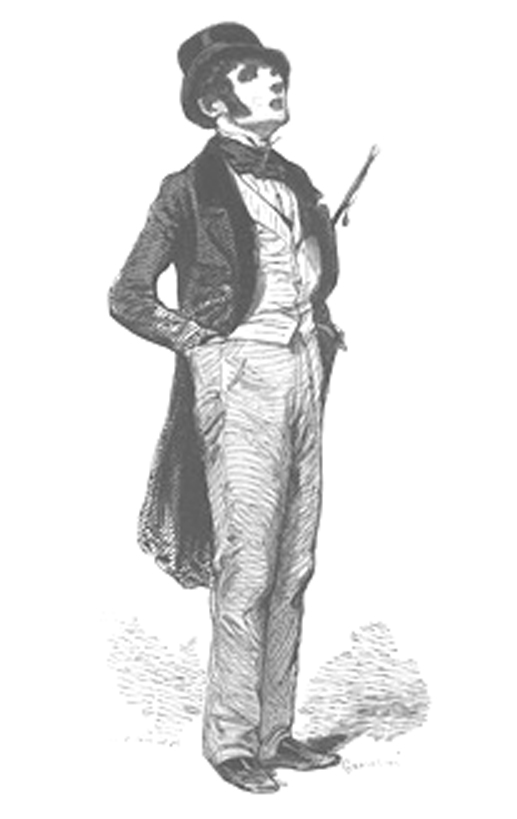
Поль Гаварні, Le Flâneur, 1842 рік

Flâneur (французька: [flɑnœʁ]) — французький термін, популяризований у 19 столітті для типу міських чоловіків, які «ледар», «лежак», «прогулянка», «мокасини» або «нероба». Слово має деякі відтінки додаткових значень (зокрема як запозичене слово в різних мовах, включаючи англійську). Традиційно зображується як чоловік, flâneur це амбівалентна фігура міського достатку та сучасності, що представляє здатність блукати відсторонено від суспільства, щоб розважитися спостереженням за міським життям. Flânerie це акт прогулянки з усіма супутніми асоціаціями. Близьким синонімом іменника є boulevardier.
flâneur був першим літературним типом у Франції 19 століття, необхідним для зображення будь-якої з вулиць Парижа. Слово несло в собі безліч багатих асоціацій: людина дозвілля, ледар, дослідник міста, знавець вулиці. Спираючись на роботу Шарля Бодлера, який описав flâneur у своїй поезії та есе 1863 року «Художник сучасного життя» Вальтер Бенджамін сприяв науковому інтересу 20-го століття до flâneur як символічний архетип міського, модерного (навіть модерністського) досвіду.  Слідом за Бенджаміном, flâneur став важливим символом для вчених, художників і письменників. Класичним французьким жіночим аналогом є passante, що датується роботами Марселя Пруста, хоча академічна монета 21-го століття є flâneuse, а деякі англомовні автори просто використовують чоловічий flâneur також і в описі жінок. Термін набув додаткового архітектурно-містобудівного сенсу, посилаючись на перехожих, які відчувають випадкові чи навмисні психологічні ефекти від дизайну споруди.

## Етимологія

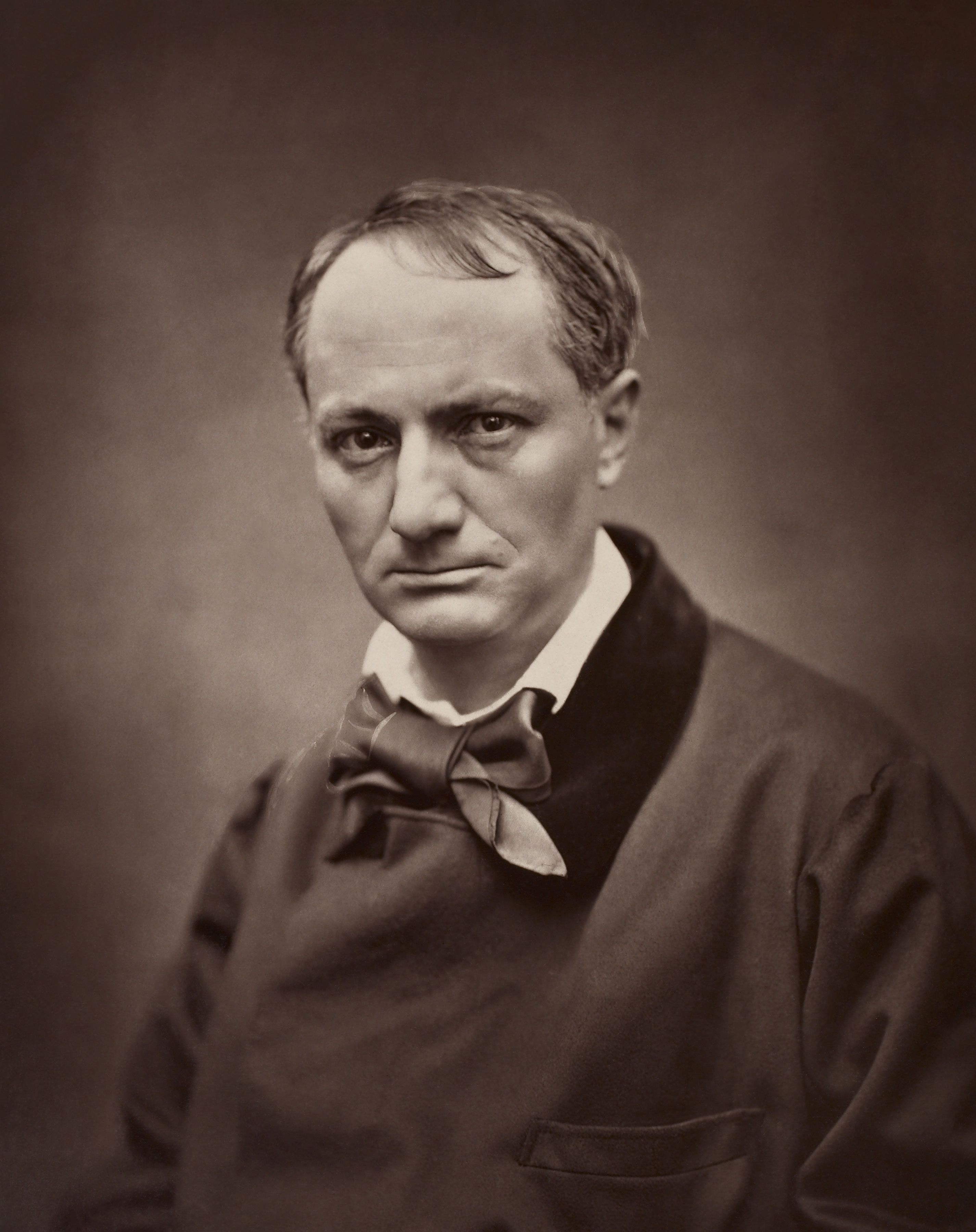
Шарль Бодлер

Flâneur походить від давньоскандинавського слова flana, що означає «блукати без мети».